# Fylkesväg 560
Fylkesväg 560 (norska: Fylkesvei 560) är en primär fylkesväg i Øygardens kommun i Vestland fylke i västra Norge som går mellan Beinastaden, väster om tätorten Knarrevik/Straume och färjeläget vid tätorten Klokkarvik. Vägen är 28,1 kilometer lång och asfalterad. Den passerar bland annat genom tätorterna Fjell, Skogsvågen, Hammarsland, Hamre, Forland och Fardalen.

## Anslutningar
Fylkesväg 560 ansluter till:
- Riksväg 555 (vid Beinastaden)
- Fylkesväg 561 (vid Beinastaden)

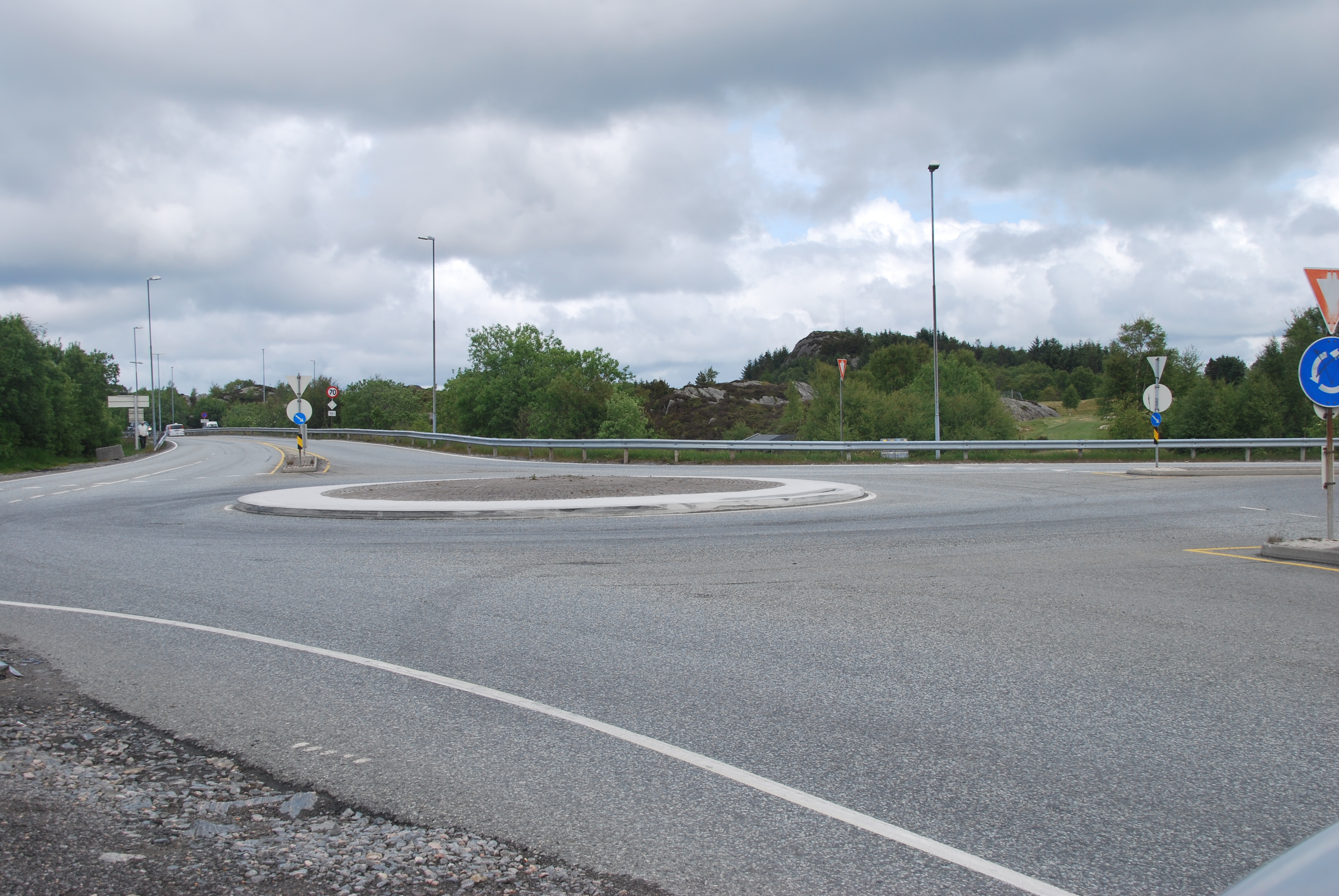
Cirkulationsplatsen där riksväg 555, fylkesväg 560 och fylkesväg 561 möts.